# Veselju naproti
Veselju naproti (Delavska pihalna godba Trbovlje) je studijski album Delavske godbe Trbovlje, ki je izšel leta 1977 pri založbi ZKP RTV Ljubljana. Skupaj s ploščo je album izšel tudi na kaseti. Godbeniki so se na tem albumu predstavili s programom koračnic. Plošča je izšla ob 40. obletnici ustanovitve Komunistične partije Slovenije na Čebinah.

## Seznam skladb
| Stran A | Stran A                | Stran A      | Stran A |
| Št.     | Naslov                 | Pisec        | Dolžina |
| ------- | ---------------------- | ------------ | ------- |
| 1.      | „Veselju naproti‟      | Jože Privšek | 2:35    |
| 2.      | „Zmaga‟                | Gvido Učakar | 2:36    |
| 3.      | „Naši naprej‟          | Bojan Adamič | 3:54    |
| 4.      | „Mostec‟               | Gvido Učakar | 2:24    |
| 5.      | „Pozdrav iz Ljubljane‟ | Gvido Učakar | 2:06    |
| 6.      | „Pozdrav Hrastniku‟    | Jože Brun    | 3:36    |

| Stran B | Stran B                | Stran B      | Stran B |
| Št.     | Naslov                 | Pisec        | Dolžina |
| ------- | ---------------------- | ------------ | ------- |
| 1.      | „Tratata - tratata‟    | Bojan Adamič | 3:04    |
| 2.      | „Koračnica svobod‟     | Jože Brun    | 2:25    |
| 3.      | „Partizanka‟           | Jože Brun    | 2:18    |
| 4.      | „Koračnica‟            | Gvido Učakar | 2:30    |
| 5.      | „Promenada‟            | Vinko Štrucl | 3:42    |
| 6.      | „Koračnica poliglotov‟ | Bojan Adamič | 3:44    |

Dirigent: prof. Mihael Gunzek